# Primeiro Campeonato Nacional de Clubes
Il Primeiro Campeonato Nacional de Clubes (in italiano Primo Campionato Nazionale di Club) è stato la 1ª edizione del massimo campionato brasiliano di calcio a livello nazionale.

## Formula
Primo turno: 2 gruppi di 10 squadre ciascuno. I partecipanti affrontano tutti gli avversari (sia del loro gruppo sia dell'altro) un'unica volta. Passano alla fase successiva le migliori 6 di ogni raggruppamento.
Secondo turno: 3 gruppi con 4 squadre ciascuno. Ogni squadra affronta le altre tre componenti del gruppo due volte e si qualifica alla fase seguente la migliore di ogni raggruppamento.
Girone finale: le 3 squadre qualificate si affrontano in gare di sola andata. La prima classificata vince il campionato.

## Partecipanti
| Squadra          | Città          | Stato             |
| ---------------- | -------------- | ----------------- |
| América-MG       | Belo Horizonte | Minas Gerais      |
| America-RJ       | Rio de Janeiro | Guanabara         |
| Atlético Mineiro | Belo Horizonte | Minas Gerais      |
| Bahia            | Salvador       | Bahia             |
| Botafogo         | Rio de Janeiro | Guanabara         |
| Ceará            | Fortaleza      | Ceará             |
| Corinthians      | San Paolo      | San Paolo         |
| Coritiba         | Curitiba       | Paraná            |
| Cruzeiro         | Belo Horizonte | Minas Gerais      |
| Flamengo         | Rio de Janeiro | Guanabara         |
| Fluminense       | Rio de Janeiro | Guanabara         |
| Grêmio           | Porto Alegre   | Rio Grande do Sul |
| Internacional    | Porto Alegre   | Rio Grande do Sul |
| Palmeiras        | San Paolo      | San Paolo         |
| Portuguesa       | San Paolo      | San Paolo         |
| San Paolo        | San Paolo      | San Paolo         |
| Santa Cruz       | Recife         | Pernambuco        |
| Santos           | Santos         | San Paolo         |
| Sport Recife     | Recife         | Pernambuco        |
| Vasco da Gama    | Rio de Janeiro | Guanabara         |

## Primo turno

### Risultati
| Gruppo A      |               |     |
| Coritiba      | Cruzeiro      | 0-0 |
| Ceará         | Vasco da Gama | 0-0 |
| Internacional | Fluminiense   | 0-0 |
| Palmeiras     | Portoguesa    | 1-0 |
| Santa Cruz    | Corithians    | 1-4 |

| Gruppo B         |                 |     |
| Atlético Mineiro | América Mineiro | 1-1 |
| Bahia            | Santos          | 0-0 |
| Botafogo         | América-RJ      | 0-0 |
| San Paolo        | Grêmio          | 0-3 |
| Sport            | Flamengo        | 1-0 |

| Gruppo A |            |     |
| Ceará    | Corithians | 0-1 |
| Cruzeiro | Portoguesa | 2-1 |

| Gruppo B   |          |     |
| América-RJ | Grêmio   | 0-2 |
| Bahia      | Flamengo | 1-1 |
| Sport      | Santos   | 0-2 |

| Gruppo A   |               |     |
| Santa Cruz | Vasco da Gama | 1-0 |

| Gruppo B        |                  |     |
| América Mineiro | América-RJ       | 1-1 |
| Botafogo        | Flamengo         | 1-1 |
| Grêmio          | Atlético Mineiro | 1-1 |
| Santos          | San Paolo        | 3-1 |

| Gruppo A    |               |     |
| Ceará       | Santa Cruz    | 0-0 |
| Corinthians | Palmeiras     | 0-0 |
| Coritiba    | Portoguesa    | 2-1 |
| Cruzeiro    | Internacional | 2-0 |
| Fluminiense | Vasco da Gama | 0-1 |

| Gruppo B |       |     |
| Bahia    | Sport | 3-0 |

| Gruppo A    |          |     |
| Fluminiense | Coritiba | 2-1 |

| Gruppo B        |           |     |
| América Mineiro | Grêmio    | 0-0 |
| Bahia           | San Paolo | 0-1 |
| Santos          | Botafogo  | 0-0 |

| Gruppo A      |            |     |
| Ceará         | Fluminense | 1-0 |
| Corinthians   | Cruzeiro   | 0-0 |
| Coritiba      | Santa Cruz | 1-0 |
| Internacional | Palmeiras  | 2-1 |

| Gruppo B |                  |     |
| Flamengo | Atlético Mineiro | 0-1 |

| Gruppo A      |            |     |
| Vasco da Gama | Portoguesa | 0-3 |

| Gruppo B |            |     |
| Grêmio   | Botafogo   | 1-1 |
| Santos   | América-RJ | 0-0 |
| Sport    | San Paolo  | 0-0 |

| Gruppo A   |               |     |
| Coritiba   | Internacional | 0-1 |
| Palmeiras  | Cruzeiro      | 1-1 |
| Santa Cruz | Fluminiense   | 2-2 |

| Gruppo B         |                 |     |
| Atlético Mineiro | Bahia           | 4-0 |
| Botafogo         | América Mineiro | 2-1 |
| Grêmio           | Sport           | 2-0 |

| Gruppo A    |            |     |
| Corinthians | Portoguesa | 4-1 |

| Gruppo B |            |     |
| Flamengo | América-RJ | 1-1 |

| Gruppo B |                  |     |
| Sport    | Atlético Mineiro | 1-1 |

| Gruppo A      |             |     |
| Cruzeiro      | Ceará       | 6-0 |
| Fluminense    | Corinthians | 0-1 |
| Internacional | Portuguesa  | 0-1 |
| Santa Cruz    | Palmeiras   | 2-2 |

| Gruppo B  |                 |     |
| Bahia     | América Mineiro | 0-0 |
| San Paolo | Flamengo        | 0-0 |

| Gruppo A      |               |     |
| Ceará         | Palmeiras     | 0-3 |
| Portuguesa    | Fluminense    | 1-0 |
| Santa Cruz    | Cruzeiro      | 1-0 |
| Vasco da Gama | Internacional | 1-1 |

| Gruppo B         |            |     |
| Atlético Mineiro | San Paolo  | 2-0 |
| Bahia            | América-RJ | 1-3 |
| Grêmio           | Santos     | 1-0 |

| Gruppo B        |          |     |
| América Mineiro | Flamengo | 1-1 |
| Sport           | Botafogo | 0-1 |

| Gruppo A  |               |     |
| Cruzeiro  | Vasco da Gama | 0-0 |
| Palmeiras | Fluminense    | 1-0 |

| Gruppo A      |             |     |
| Coritiba      | Ceará       | 2-1 |
| Internacional | Corinthians | 2-2 |

| Gruppo B         |                 |     |
| Atlético Mineiro | Santos          | 2-1 |
| Bahia            | Botafogo        | 0-1 |
| Flamengo         | Grêmio          | 1-1 |
| San Paolo        | América Mineiro | 1-1 |
| Sport            | América-RJ      | 0-3 |

| Gruppo A      |           |     |
| Vasco da Gama | Palmeiras | 1-0 |

| Gruppo A    |               |     |
| Ceará       | Internacional | 0-0 |
| Corinthians | Coritiba      | 2-3 |
| Santa Cruz  | Portuguesa    | 3-2 |

| Gruppo B   |                  |     |
| América-RJ | Atlético Mineiro | 2-0 |

| Gruppo B |                 |     |
| Botafogo | San Paolo       | 2-1 |
| Santos   | América Mineiro | 3-0 |

| Gruppo A    |               |     |
| Ceará       | Portuguesa    | 0-0 |
| Corinthians | Vasco da Gama | 1-0 |
| Coritiba    | Palmeiras     | 0-1 |
| Fluminense  | Cruzeiro      | 0-1 |
| Santa Cruz  | Internacional | 2-2 |

| Gruppo B         |                 |     |
| Atlético Mineiro | Botafogo        | 2-2 |
| Flamengo         | Santos          | 1-0 |
| Grêmio           | Bahia           | 0-0 |
| Santa Cruz       | Internacional   | 2-2 |
| San Paolo        | América-RJ      | 2-1 |
| Sport            | América Mineiro | 1-0 |

| Gruppo A      | Gruppo B  |     |
| Vasco da Gama | San Paolo | 0-0 |

| Gruppo B | Gruppo A    |     |
| Santos   | Portuguesa  | 0-0 |
| Sport    | Corinthians | 0-1 |

| Gruppo A      | Gruppo B         |     |
| Ceará         | Atlético Mineiro | 0-2 |
| Coritiba      | Grêmio           | 2-0 |
| Cruzeiro      | Bahia            | 0-0 |
| Fluminense    | América-RJ       | 0-0 |
| Internacional | América Mineiro  | 1-0 |
| Palmeiras     | Flamengo         | 1-2 |
| Santa Cruz    | Botafogo         | 0-0 |

| Gruppo A    | Gruppo B         |     |
| Corinthians | Atlético Mineiro | 0-0 |

| Gruppo A   | Gruppo B   |     |
| Portuguesa | América-RJ | 0-3 |

| Gruppo B         | Gruppo A   |     |
| Atlético Mineiro | Santa Cruz | 2-2 |
| Flamengo         | Coritiba   | 1-1 |
| Grêmio           | Ceará      | 1-0 |

| Gruppo A      | Gruppo B |     |
| Fluminense    | Botafogo | 0-0 |
| Internacional | Santos   | 1-1 |

| Gruppo B        | Gruppo A      |     |
| América Mineiro | Palmeiras     | 1-2 |
| Bahia           | Corinthians   | 1-2 |
| San Paolo       | Cruzeiro      | 1-1 |
| Sport           | Vasco da Gama | 0-1 |

| Gruppo B   | Gruppo A |     |
| América-RJ | Cruzeiro | 2-1 |

| Gruppo A      | Gruppo B        |     |
| Corinthians   | América Mineiro | 3-1 |
| Internacional | América-RJ      | 2-0 |

| Gruppo A      | Gruppo B         |     |
| Ceará         | San Paolo        | 0-1 |
| Coritiba      | Atlético Mineiro | 1-0 |
| Cruzeiro      | Santos           | 0-1 |
| Palmeiras     | Botafogo         | 3-1 |
| Vasco da Gama | Flamengo         | 0-0 |

| Gruppo B | Gruppo A   |     |
| Bahia    | Santa Cruz | 2-0 |
| Grêmio   | Portuguesa | 1-0 |
| Sport    | Fluminense | 0-1 |

| Gruppo A      | Gruppo B        |     |
| Santa Cruz    | Grêmio          | 1-1 |
| Vasco da Gama | América Mineiro | 2-0 |

| Gruppo B  | Gruppo A      |     |
| San Paolo | Internacional | 1-1 |

| Gruppo B        | Gruppo A    |     |
| América Mineiro | Santa Cruz  | 0-0 |
| Botafogo        | Corinthians | 1-0 |

| Gruppo A | Gruppo B   |     |
| Ceará    | Santos     | 0-0 |
| Coritiba | América-RJ | 2-1 |

| Gruppo B         | Gruppo A      |     |
| Atlético Mineiro | Cruzeiro      | 1-1 |
| Bahia            | Internacional | 1-1 |
| Flamengo         | Fluminense    | 0-1 |
| Grêmio           | Vasco da Gama | 1-0 |
| San Paolo        | Portuguesa    | 0-1 |
| Sport            | Palmeiras     | 0-2 |

| Gruppo B        | Gruppo A   |     |
| América Mineiro | Coritiba   | 2-0 |
| Flamengo        | Portuguesa | 1-0 |

| Gruppo A   | Gruppo B         |     |
| Fluminense | Atlético Mineiro | 2-0 |
| Palmeiras  | Santos           | 0-1 |

| Gruppo A      | Gruppo B   |     |
| Ceará         | Botafogo   | 1-0 |
| Corinthians   | San Paolo  | 0-2 |
| Coritiba      | Bahia      | 2-0 |
| Cruzeiro      | Sport      | 5-1 |
| Internacional | Grêmio     | 1-0 |
| Santa Cruz    | Flamengo   | 1-1 |
| Vasco da Gama | América-RJ | 2-2 |

| Gruppo B | Gruppo A |     |
| Bahia    | Ceará    | 3-1 |
| Sport    | Coritiba | 2-1 |

| Gruppo B         | Gruppo A      |     |
| Atlético Mineiro | Portuguesa    | 5-1 |
| Botafogo         | Internacional | 0-0 |
| San Paolo        | Palmeiras     | 1-1 |

| Gruppo A   | Gruppo B        |     |
| Ceará      | América-RJ      | 0-1 |
| Cruzeiro   | América Mineiro | 0-0 |
| Santa Cruz | Sport           | 1-1 |

| Gruppo B | Gruppo A      |     |
| Flamengo | Corinthians   | 1-3 |
| Grêmio   | Fluminense    | 1-0 |
| Santos   | Vasco da Gama | 2-0 |

| Gruppo A   | Gruppo B        |     |
| Coritiba   | Santos          | 1-0 |
| Fluminense | América Mineiro | 0-0 |
| Portuguesa | Botafogo        | 3-1 |

| Gruppo A    | Gruppo B  |     |
| Cruzeiro    | Grêmio    | 2-1 |
| Corinthians | Santos    | 1-1 |
| Santa Cruz  | San Paolo | 0-2 |

| Gruppo B   | Gruppo A  |     |
| América-RJ | Palmeiras | 2-0 |

| Gruppo A      | Gruppo B |     |
| Ceará         | Flamengo | 0-1 |
| Vasco da Gama | Botafogo | 1-0 |

| Gruppo B    | Gruppo A      |     |
| Atlético-MG | Internacional | 3-1 |
| Sport       | Portuguesa    | 0-0 |
| Bahia       | Fluminense    | 0-0 |

| Gruppo A      | Gruppo B         |     |
| Internacional | Sport            | 2-1 |
| Vasco da Gama | Atlético Mineiro | 0-0 |

| Gruppo B  | Gruppo A   |     |
| San Paolo | Fluminense | 2-1 |

| Gruppo A    | Gruppo B   |     |
| Corinthians | América-RJ | 3-1 |
| Coritiba    | Botafogo   | 0-0 |
| Santa Cruz  | Santos     | 0-1 |

| Gruppo B        | Gruppo A   |     |
| América Mineiro | Ceará      | 2-0 |
| Bahia           | Portuguesa | 1-0 |
| Flamengo        | Cruzeiro   | 0-0 |
| Grêmio          | Palmeiras  | 0-1 |

| Gruppo A  | Gruppo B |     |
| Palmeiras | Bahia    | 0-0 |

| Gruppo A   | Gruppo B        |     |
| Fluminense | Santos          | 3-1 |
| Portuguesa | América Mineiro | 1-0 |

| Gruppo A      | Gruppo B   |     |
| Ceará         | Sport      | 1-2 |
| Corinthians   | Grêmio     | 1-1 |
| Coritiba      | San Paolo  | 2-0 |
| Internacional | Flamengo   | 3-0 |
| Santa Cruz    | América-RJ | 0-0 |

| Gruppo B         | Gruppo A      |     |
| Atlético Mimeiro | Palmeiras     | 0-0 |
| Bahia            | Vasco da Gama | 1-0 |
| Botafogo         | Cruzeiro      | 2-2 |

### Girone A

#### Classifica
| Pos. | Squadra       | Pt | G  | V  | N  | P  | GF | GS | DR  |
| ---- | ------------- | -- | -- | -- | -- | -- | -- | -- | --- |
| 1    | Corinthians   | 26 | 19 | 10 | 6  | 3  | 29 | 16 | +13 |
| 2    | Cruzeiro      | 23 | 19 | 7  | 9  | 3  | 26 | 12 | +14 |
| 3    | Internacional | 23 | 19 | 7  | 9  | 3  | 21 | 16 | +5  |
| 4    | Coritiba      | 22 | 19 | 10 | 2  | 7  | 21 | 18 | +3  |
| 5    | Palmeiras     | 22 | 19 | 8  | 6  | 5  | 20 | 14 | +6  |
| 6    | Vasco da Gama | 19 | 19 | 6  | 7  | 6  | 11 | 12 | -1  |
| 7    | Santa Cruz    | 17 | 19 | 3  | 11 | 5  | 17 | 23 | -6  |
| 8    | Fluminense    | 16 | 19 | 5  | 6  | 8  | 12 | 13 | -1  |
| 9    | Portuguesa    | 15 | 19 | 6  | 3  | 10 | 16 | 24 | -8  |
| 10   | Ceará         | 9  | 19 | 2  | 5  | 12 | 5  | 25 | -20 |

#### Verdetti
- Corinthians, Cruzeiro, Internacional, Coritiba, Palmeiras e Vasco da Gama  qualificate al secondo turno.

### Girone B

#### Classifica
| Pos. | Squadra          | Pt | G  | V | N  | P  | GF | GS | DR  |
| ---- | ---------------- | -- | -- | - | -- | -- | -- | -- | --- |
| 1    | Grêmio           | 23 | 19 | 8 | 7  | 4  | 18 | 11 | +7  |
| 2    | Atlético Mineiro | 23 | 19 | 7 | 9  | 3  | 27 | 16 | +11 |
| 3    | America-RJ       | 21 | 19 | 7 | 7  | 5  | 23 | 17 | +6  |
| 4    | Santos           | 21 | 19 | 7 | 7  | 5  | 17 | 11 | +6  |
| 5    | Botafogo         | 20 | 19 | 5 | 10 | 4  | 15 | 16 | -1  |
| 6    | San Paolo        | 19 | 19 | 6 | 7  | 6  | 16 | 19 | -3  |
| 7    | Bahia            | 18 | 19 | 5 | 8  | 6  | 14 | 16 | -2  |
| 8    | Flamengo         | 18 | 19 | 4 | 10 | 5  | 13 | 17 | -4  |
| 9    | América-MG       | 13 | 19 | 2 | 9  | 8  | 11 | 19 | -8  |
| 10   | Sport Recife     | 12 | 19 | 4 | 4  | 11 | 10 | 27 | -17 |

#### Verdetti
- Grêmio, Atlético Mineiro, América-RJ, Santos, Botafogo e San Paolo  qualificate al secondo turno.

## Secondo turno

### Girone A

#### Risultati
| 1ª giornata  | 1ª giornata  | 1ª giornata | 1ª giornata | 1ª giornata |
| 20 nov. 1971 | 20 nov. 1971 |             | 4 dic. 1971 | 4 dic. 1971 |
| ------------ | ------------ | ----------- | ----------- | ----------- |
| 0-1          | Corinthians  | -           | San Paolo   | 0-0         |
| 0-0          | América-RJ   | -           | Cruzeiro    | 0-0         |

| 2ª giornata  | 2ª giornata  | 2ª giornata | 2ª giornata  | 2ª giornata  |
| 24 nov. 1971 | 24 nov. 1971 |             | 1º dic. 1971 | 1º dic. 1971 |
| ------------ | ------------ | ----------- | ------------ | ------------ |
| 1-0          | Corinthians  | -           | América-RJ   | 1-3          |
| 0-2          | Cruzeiro     | -           | San Paolo    | 1-1          |

| 3ª giornata  | 3ª giornata  | 3ª giornata | 3ª giornata | 3ª giornata |
| 27 nov. 1971 | 27 nov. 1971 |             | 9 dic. 1971 | 9 dic. 1971 |
| ------------ | ------------ | ----------- | ----------- | ----------- |
| 1-0          | San Paolo    | -           | América-RJ  | 1-1         |
| 1-0          | Cruzeiro     | -           | Corinthians | 0-2         |

#### Classifica
| Pos. | Squadra     | Pt | G | V | N | P | GF | GS | DR |
| ---- | ----------- | -- | - | - | - | - | -- | -- | -- |
| 1    | San Paolo   | 9  | 6 | 3 | 3 | 0 | 6  | 2  | +4 |
| 2    | Corinthians | 5  | 6 | 2 | 1 | 3 | 4  | 5  | -1 |
| 3    | America-RJ  | 5  | 6 | 1 | 3 | 2 | 4  | 4  | 0  |
| 4    | Cruzeiro    | 5  | 6 | 1 | 3 | 2 | 2  | 5  | -3 |

#### Verdetto
- San Paolo qualificato al girone finale.

### Girone B

#### Risultati
| 1ª giornata  | 1ª giornata      | 1ª giornata | 1ª giornata   | 1ª giornata |
| 20 nov. 1971 | 20 nov. 1971     |             | 5 dic. 1971   | 5 dic. 1971 |
| ------------ | ---------------- | ----------- | ------------- | ----------- |
| 1-1          | Internacional    | -           | Santos        | 1-0         |
| 2-1          | Atlético Mineiro | -           | Vasco da Gama | 1-1         |

| 2ª giornata  | 2ª giornata   | 2ª giornata | 2ª giornata      | 2ª giornata |
| 24 nov. 1971 | 24 nov. 1971  |             | 2 dic. 1971      | 2 dic. 1971 |
| ------------ | ------------- | ----------- | ---------------- | ----------- |
| 2-1          | Santos        | -           | Atlético Mineiro | 0-2         |
| 2-0          | Vasco da Gama | -           | Internacional    | 0-3         |

| 3ª giornata  | 3ª giornata   | 3ª giornata | 3ª giornata      | 3ª giornata |
| 28 nov. 1971 | 28 nov. 1971  |             | 9 dic. 1971      | 9 dic. 1971 |
| ------------ | ------------- | ----------- | ---------------- | ----------- |
| 0-0          | Vasco da Gama | -           | Santos           | 0-4         |
| 1-4          | Internacional | -           | Atlético Mineiro | 1-0         |

#### Classifica
| Pos. | Squadra          | Pt | G | V | N | P | GF | GS | DR |
| ---- | ---------------- | -- | - | - | - | - | -- | -- | -- |
| 1    | Atlético Mineiro | 7  | 6 | 3 | 1 | 2 | 10 | 6  | +4 |
| 2    | Internacional    | 7  | 6 | 3 | 1 | 2 | 7  | 7  | 0  |
| 3    | Santos           | 6  | 6 | 2 | 2 | 2 | 7  | 5  | +2 |
| 4    | Vasco da Gama    | 4  | 6 | 1 | 2 | 3 | 4  | 10 | -6 |

#### Verdetto
- Atlético Mineiro qualificato al girone finale.

### Girone C

#### Risultati
| 1ª giornata  | 1ª giornata  | 1ª giornata | 1ª giornata | 1ª giornata |
| 20 nov. 1971 | 20 nov. 1971 |             | 5 dic. 1971 | 5 dic. 1971 |
| ------------ | ------------ | ----------- | ----------- | ----------- |
| 1-1          | Palmeiras    | -           | Coritiba    | 0-0         |
| 1-1          | Grêmio       | -           | Botafogo    | 1-3         |

| 2ª giornata  | 2ª giornata  | 2ª giornata | 2ª giornata | 2ª giornata |
| 24 nov. 1971 | 24 nov. 1971 |             | 2 dic. 1971 | 2 dic. 1971 |
| ------------ | ------------ | ----------- | ----------- | ----------- |
| 3-3          | Botafogo     | -           | Palmeiras   | 1-0         |
| 1-1          | Coritiba     | -           | Grêmio      | 0-2         |

| 3ª giornata  | 3ª giornata  | 3ª giornata | 3ª giornata | 3ª giornata |
| 28 nov. 1971 | 28 nov. 1971 |             | 9 dic. 1971 | 9 dic. 1971 |
| ------------ | ------------ | ----------- | ----------- | ----------- |
| 1-0          | Coritiba     | -           | Botafogo    | 0-3         |
| 3-1          | Palmeiras    | -           | Grêmio      | 0-0         |

#### Classifica
| Pos. | Squadra   | Pt | G | V | N | P | GF | GS | DR |
| ---- | --------- | -- | - | - | - | - | -- | -- | -- |
| 1    | Botafogo  | 8  | 6 | 3 | 2 | 1 | 11 | 6  | +5 |
| 2    | Grêmio    | 6  | 6 | 2 | 2 | 2 | 6  | 7  | -1 |
| 3    | Palmeiras | 6  | 6 | 1 | 4 | 1 | 7  | 6  | +1 |
| 4    | Coritiba  | 4  | 6 | 1 | 2 | 3 | 2  | 7  | -5 |

#### Verdetto
- Botafogo qualificato al girone finale.

## Girone finale

### Risultati
| 12 dicembre 1971  |                   |     |
| Atlético Minieiro | San Paolo         | 1-0 |
| 15 dicembre 1971  |                   |     |
| San Paolo         | Botafogo          | 4-1 |
| 19 dicembre 1971  |                   |     |
| Botafogo          | Atlético Minieiro | 0-1 |

### Classifica
| Pos. | Squadra          | Pt | G | V | N | P | GF | GS | DR |
| ---- | ---------------- | -- | - | - | - | - | -- | -- | -- |
| 1    | Atlético Mineiro | 4  | 2 | 2 | 0 | 0 | 2  | 0  | +2 |
| 2    | San Paolo        | 2  | 2 | 1 | 0 | 1 | 4  | 2  | +2 |
| 3    | Botafogo         | 0  | 2 | 0 | 0 | 2 | 4  | 5  | -4 |

#### Verdetti
- Atlético Mineiro campione del Brasile 1971.
- Atlético Mineiro e San Paolo qualificati per la Coppa Libertadores 1972.

## Classifica marcatori
| Pos. | Giocatore         | Squadra          | Gol |
| ---- | ----------------- | ---------------- | --- |
| 1    | Dadá Maravilha    | Atlético Mineiro | 15  |
| 2    | Mirandinha        | Corinthians      | 11  |
| 3    | Rivelino          | Corinthians      | 10  |
| 3    | Toninho Guerreiro | San Paolo        | 10  |
| 5    | César Maluco      | Palmeiras        | 9   |
| 5    | Mazinho           | Santos           | 9   |
| 5    | Roberto Miranda   | Botafogo         | 9   |
| 5    | Tião Abatiá       | Coritiba         | 9   |
| 5    | Tostão            | Cruzeiro         | 9   |